# 부활절 케이크
부활절 케이크는 부활절에 준비하고 제공되는 케이크이다. 부활절에 가족과 함께 케이크를 나누는 것은 많은 교파와 국가에서 부활절 전통이다.

## 배경
종종 전통적인 부활절 케이크라 함은 달콤한 효모 반죽에 계란과 버터를 넣어 풍부하게 만든 것을 의미한다. 이러한 휴일 빵은 현대 베이킹파우더가 발명되기 수 세기 전부터 만들어졌다. 때로는 동물 모양으로 만들어졌는데, 독일에서는 에오스트레의 상징이자 현대 부활절 토끼의 선구자인 토끼 모양으로 케이크를 만들었다. 이탈리아에서는 그리스도의 순수함과 승천을 상징하는 비둘기 모양이 선호되었다. 이러한 휴일 케이크에는 종종 특별한 경우를 위해 아껴두었던 사치품인 설탕에 절인 과일이 포함된다.
1950년대에 베이킹파우더 케이크는 가정의 필수품이 되었다. 독일에서는 스펀지 케이크가 양 모양으로 구워져 슈가 파우더로 장식되었다. 현대에는 구겔후프와 바브카와 같은 전통적인 레시피조차도 베이킹파우더로 만들 수 있도록 개조되었다.

## 종류

### 바브카

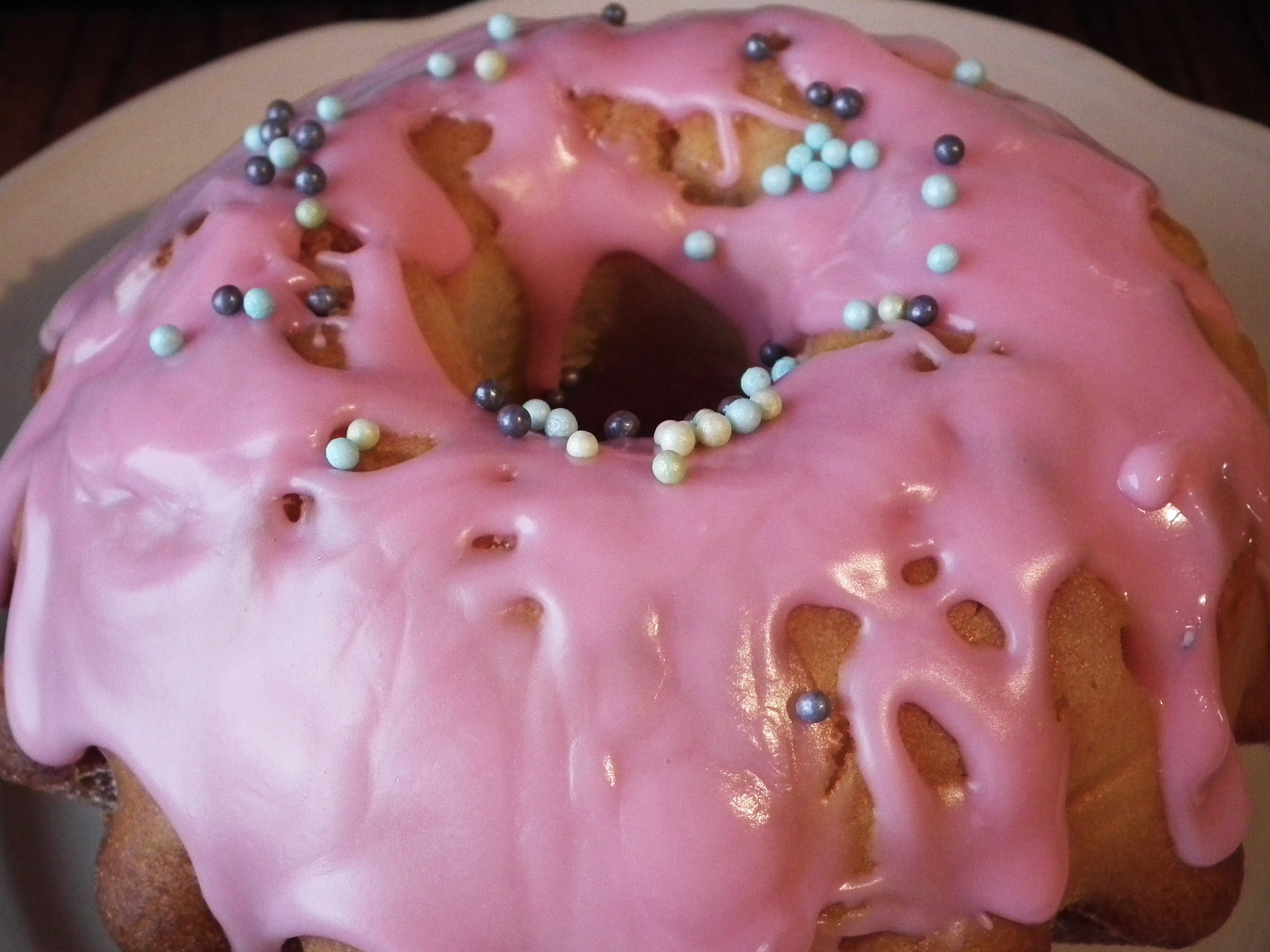
부활절 바브카 케이크

부활절 바브카(baba wielkanocna)는 폴란드 요리의 부활절 전통의 일부인 효모 케이크이다. 건포도와 기타 말린 과일 및 설탕에 절인 과일로 만들어지며, 제공되기 전에 럼 시럽에 적신다.

### 파스카

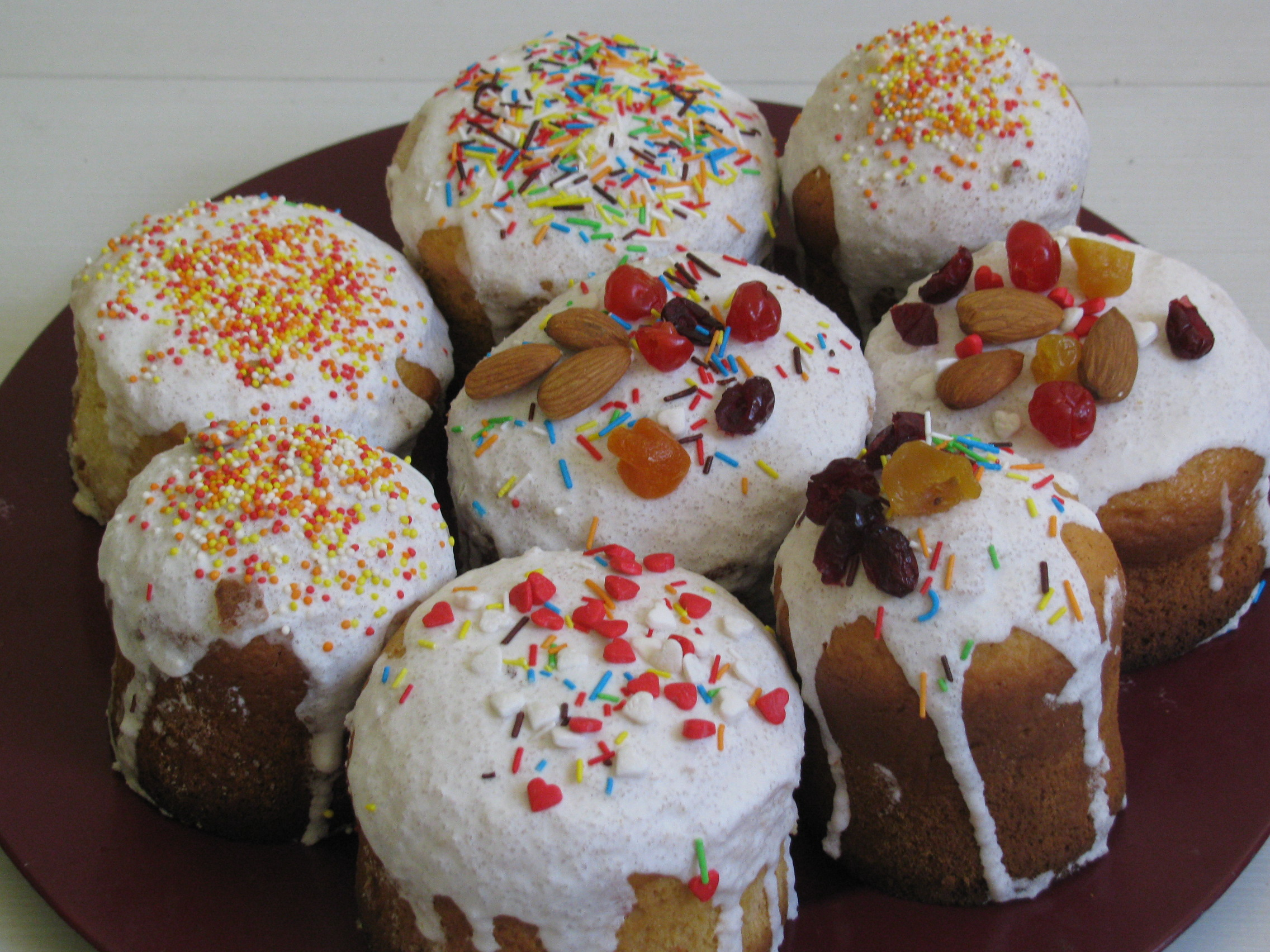
설탕을 입힌 우크라이나 파스카 케이크 접시

파스카는 우크라이나, 벨라루스, 조지아(러시아에서는 쿨리치)를 포함한 여러 국가의 부활절 전통의 일부이다. 이탈리아 파네토네와 유사하게 베이킹파우더 대신 효모로 만든다. 이 케이크는 종종 기독교 상징으로 장식된다.
부활절 아침 식사 전에 축복받을 수 있도록 성토요일 예배에 케이크를 가져가는 것은 유명한 우크라이나 전통이다.

### 마주레크

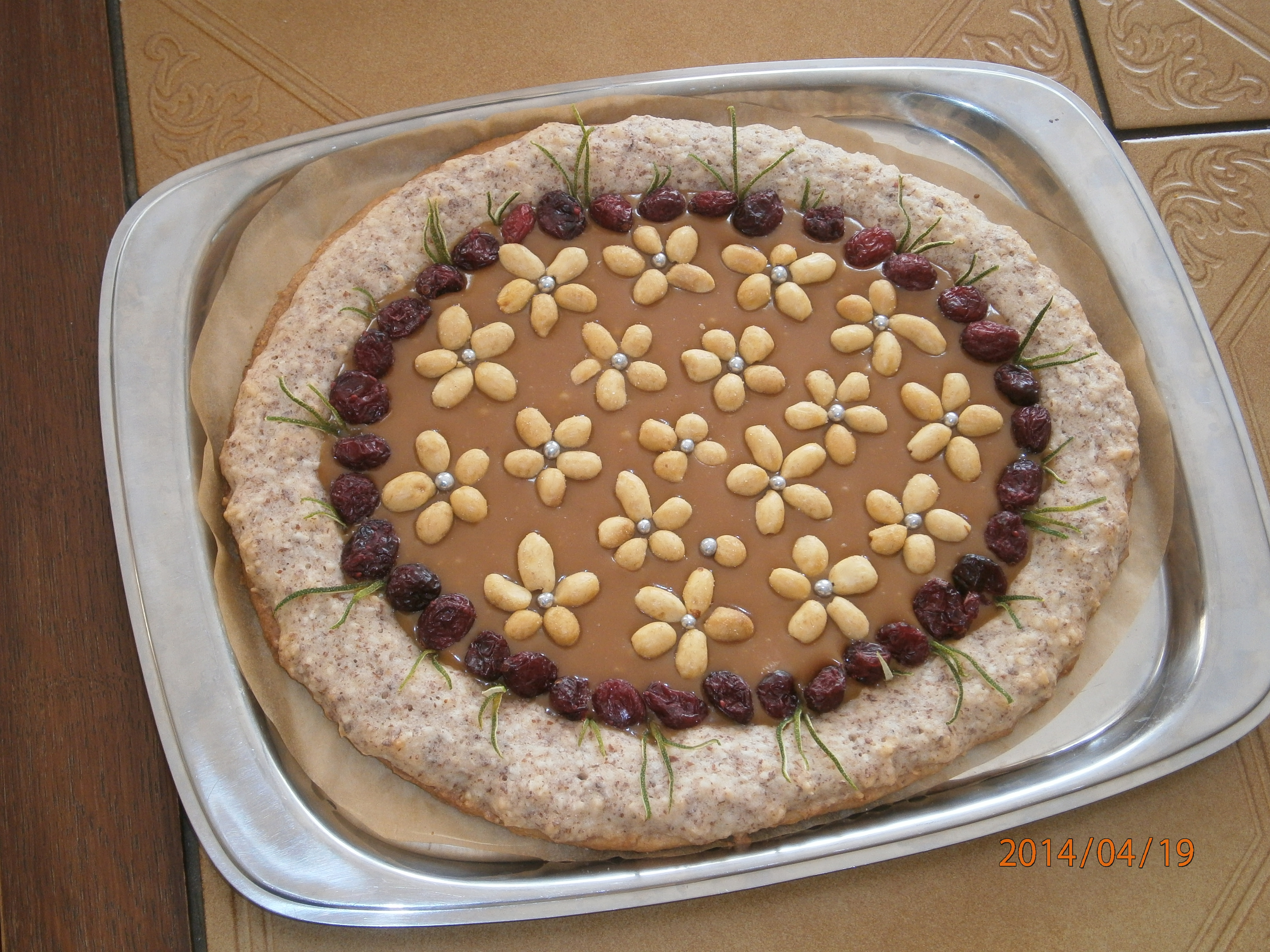
계란 모양의 마주레크 케이크

마주레크는 쇼트 페이스트리와 마멀레이드 층으로 "붙여진" 버터 케이크로 만든 폴란드 부활절 케이크이다.

### 심넬 케이크
심넬 케이크는 부활절 시즌과 관련이 있게 되었지만, 데이비슨에 따르면 항상 부활절 전통은 아니었다.

## 같이 보기
- 부활절 빵